# Дисамарийгептакобальт
Дисама̀рийгептако́бальт — бинарное неорганическое соединение, интерметаллид
кобальта и самария
с формулой Co7Sm2,
кристаллы.

## Получение
- Сплавление стехиометрических количеств чистых веществ:

{\displaystyle {\mathsf {7Co+2Sm\ {\xrightarrow {1240^{o}C}}\ Co_{7}Sm_{2}}}}

## Физические свойства
Дисамарийгептакобальт образует кристаллы
тригональной сингонии, пространственная группа R 3m, параметры ячейки a = 0,5045 нм, c = 3,6486 нм, Z = 6,
структура типа диэрбийгептакобальта Co7Er2.
При температуре ≈1200 °C в соединении происходит переход в фазу
гексагональной сингонии, пространственная группа P 63/mmc, параметры ячейки a = 0,5043 нм, c = 2,4312 нм, Z = 4,
структура типа дицерийгептаникеля Ni7Ce2
.
Соединение образуется по перитектической реакции при температуре 1240 °C.